# Ingrid Sjöstrand
Ingrid Helena Margareta Sjöstrand, född den 8 november 1922 i Rödöns församling, Jämtland, död 27 maj 2020 i Gottsunda distrikt, Uppsala, var en svensk författare, poet, journalist, debattör och lärare som skrev såväl barn- och ungdomsböcker som vuxenlitteratur.

## Biografi
Ingrid Sjöstrand växte upp i Stockholm och studerade på Statens normalskola för flickor och efter det på flickläroverket på Sveaplan. På 1940-talet flyttade hon till Uppsala för att studera nordiska språk, litteraturhistoria, historia och pedagogik vid Uppsala Universitet och tjänstgjorde under andra världskrigets om vicekorpral inom luftfartsbevakningen i Uppsala. Under flera år författade hon kåserier under signaturen Jeppa i veckotidningen Idun. Hon var kritiker och kulturskribent för bland annat DN och Arbetaren. Under 1970-talet var hon en av initiativtagarna till Kvinnor för fred (ursprungligen Kvinnokamp för fred), och hon engagerade sig även i rörelsen mot kärnkraft.
Sjöstrand är förmodligen mest känd för sina böcker om Kalle Vrånglebäck och hans syster Lotta, som kallas Loppa av Kalle. Boken "Loppas liv" fick pris från Litteraturfrämjandet i barnbokskategorin 1969 och delar av böckerna filmatiserades för TV.
Hon blev också uppmärksammad för den illustrerade barnboken Liten är fin (sagan om draken som inte kunde sluta växa), som är en fabel om samhället och miljöförstöringen. 
1979 skrev Sjöstrand dikten Elda under din vrede, som från början handlade om att vända sorg över kapprustning och kärnvapen till vrede och kamplust. Sedan den skrevs har dikten ofta citerats också av andra rörelser.
Hon var bosatt i Uppsala och är gravsatt i minneslunden på Berthåga kyrkogård.

## Priser och utmärkelser
- Ture Nerman-priset 1990